# 井ノ上奈々のメモオフラジオ
『井ノ上奈々のメモオフラジオ』（いのうえななのメモオフラジオ）とはHiBiKi Radio Stationで2009年7月24日から2010年12月29日まで毎週水曜日に配信されていたインターネットラジオ番組。2009年9月にシリーズ10周年を迎えた恋愛アドベンチャーゲーム『Memories Offシリーズ』に関連した番組である。
パーソナリティはMemories Offシリーズで仙堂麻尋役を演じる井ノ上奈々と5pb.の恩田博之。2011年5月18日から6月1日までの全3回、期間限定で「またまた井ノ上奈々のメモオフラジオ」が放送された。

## パーソナリティ
- 井ノ上奈々
- 恩田博之

## 番組概要

### 井ノ上奈々のメモオフラジオ
井ノ上奈々にとって初めての冠番組である。放送時間はおよそ30分 - 45分。番組のバナーには「Memories Off 6 Next Relation（以下、6NR）」での仙堂麻尋が使用されていたが、第51回配信からリニューアルされた。
番組ページでは「あることないことおしゃべりしながらメモリーズオフの魅力を伝えていきます！」と紹介されており、メモオフシリーズの宣伝番組として配信された。しかし、番組初期のころは、冒頭で井ノ上が「ゲーム『メモリーズオフ』の魅力を広めていきましょう、という番組です」と紹介すると、恩田が「そうでしたっけ」「フリーダム万歳！」と発言するなど、メモオフと無関係な話をすることも多かった。
番組開始当初は配信時間が30分前後で、それを守らなくてはいけないような発言もあった。しかし、回数を重ねるにつれて編集されることも多くなり、収録時間を気にすることはなくなったようである。それにともない配信時間は徐々に長くなっていき、第25回配信以降は通常回でも45分前後であることがめずらしくなく、長ければ1時間を超えることもあった。また、番組内での使用楽曲は、第1回から第50回配信まではおもに「6NR」のゲームサウンドが流れていたが、第51回配信からは「Memories Off ゆびきりの記憶」に切り替わった。

### またまた井ノ上奈々のメモオフラジオ
2011年5月26日のPSP版「Memories Off ゆびきりの記憶」発売に伴い、発売日の前後に「またまた井ノ上奈々のメモオフラジオ」として復活した。配信時間はおよそ40分前後（最終回の第77回のみおよそ80分）。番組内での使用楽曲は「Memories Off ゆびきりの記憶」のゲームサウンドである。限定3回復活の理由は同作品のPRと「本家（井ノ上奈々のメモオフラジオ）が74回で終了しているので、（井ノ上）奈々にかけて77回までやろう」とのこと。
番組復活の印象を話していたところ、井ノ上が「他のラジオ番組をやるようになってから、この番組の空気に慣れてはいけなかったことに気付いた」と話し、さらに恩田については「以前よりもノリが軽くなった」と述べている。また恩田は井ノ上について「冷たくなった」「（井ノ上奈々に）やられっぱなしだった、パワーアップしている」と述べている。
PSP版「Memories Off ゆびきりの記憶」のPR番組であるため、リスナーからのメールは受け付けていたものの、番組コーナーは「柴Pのメモオフ最新情報」以外行われていない。

## 番組進行
配信回によって多少の変更はあるものの、通常はこの通り進行した。
- ディレクターからのお題
- オープニングテーマ
- オープニングトーク（2人やゲストの近況、時事ネタなど）
- CM
- フリートーク、ふつおた（メモオフの裏話やゲストに関する話し、コミックマーケットやLive 5pb.などイベントでの出来事）
- 曲（メモオフやゲストに関する曲）
- CM
- コーナーなど（後述の投稿コーナーなど）
- CM
- 柴Pのメモオフ最新情報、そのほかお知らせなど
- エンディングトーク

## スポンサー
- 5pb.
- 響

## オープニングテーマ

### 井ノ上奈々のメモオフラジオ
- 『Next Relation』（第1回 - 第28回）
  - 作詞:彩音、作曲:Tatsh、編曲:水野大輔／歌:Velforest.
  - 「Memories Off 6 Next Relation」オープニングテーマ
- 『ずっと一緒に もっと遠くまで』（第29回 - 第50回）
  - 作詞:彩音、作曲・編曲:水野大輔／歌:彩音
  - 「Memories Off 6 Next Relation」エンディングテーマ
- 『小指のパラドックス』（第51回 - 第74回）
  - 作詞、作曲：志倉千代丸、編曲：大島こうすけ／歌:Zwei
  - 「Memories Off ゆびきりの記憶」オープニングテーマ

### またまた井ノ上奈々のメモオフラジオ
- 『風の旋律』（第1回(第75回) - 第3回(第77回)）
  - 作詞：漆野敦哉、作曲：鳥海剛史、編曲：南利一／歌:Zwei
  - PSP版「Memories Off ゆびきりの記憶」オープニングテーマ

## コーナー

### 投稿コーナー
ふつおた
メモオフやパーソナリティ、ゲストに関する感想や質問、リスナーの日常の出来事など、普通のお便りを送るコーナー。
相談？あっそ。聞いてあげるからはやく言ってよ。
第3回配信から。リスナーからの相談に仙堂麻尋（井ノ上奈々）やゲストが答えるコーナー。
選択 運命の分岐点
第4回配信から。井ノ上とゲストが選択式の心理テストをするコーナー。最初は投稿コーナーではなかったが、のちにリスナーからの募集を受け付けるようになった。
ど…どうして私がそんなこと言わなきゃいけないのよ…！
第8回配信から。仙堂麻尋に言って欲しいセリフを募集するコーナー。ゲストがゲームキャラクター（声優）の場合はゲストも参加する。
奈々とあなたの実験クッキング！『ビストロ ルサック』♪
第17回配信から。メモオフに登場しそうな個性的な料理を考えるコーナー。リスナーからオーダーに沿った具材や調理方法などを募集して料理する。コーナーとしては1か月に1回ペースで、そのタイミングで来たゲストのいる回に行われる。
ゆびきりの記憶…違い。
第51回配信から。こんなゆびきり（約束）をして、生活に刺激と潤いがほしい！こんなゆびきりは嫌だ！という妄想ゆびきりを投稿するコーナー。
コーナー募集コーナー
パーソナリティにやってほしいコーナーやゲームを募集するコーナー。
メモオフ次回作 新キャラ大募集!!!
第16回配信から第24回配信まで。性格、容姿、名前、クセなどの設定をイラスト付きでも応募できるコーナー。また、フリートークなどではネタとして「恩田の再婚活を応援するコーナー」とも言われた。応募されたキャラクターは、恩田の独断によって「恩田の嫁指数＝○○丁目（数字の高い方が高評価）」と判定されるが、恩田の嫁指数の高さは、ゲーム製作陣の評価とは関係ない。ここで提案された新キャラの要素は「ゆびきりの記憶」に取り込まれることとなった。

### その他
ディレクターからのお題
第8回配信から。番組冒頭で「お題」が出され、そのテーマに沿って出演者がトークをする。出されたお題は後述の通り。
柴Pのメモオフ最新情報
ゲームプロデューサの柴田太郎が、メモオフの最新情報について知らせるコーナー。配信回によっては、このコーナーしかメモオフ関連の話題が出てこないときもあった。ロケなどの理由で柴田が欠席するときもあり、その時は2人に言伝されていたり「雑誌を見てください」などで終わるときもあった。
井ノ上奈々やゲストからのお知らせ
井ノ上奈々や出演したゲスト、タカヤナーギからのお知らせをはじめとする5pb.やブシロードの宣伝、番組が関係するイベント告知など。

## 放送
ゲストにはメモオフシリーズに関係する声優やスタッフなどが登場した。声優の（カッコ）内はシリーズで担当したキャラクター名。

### 井ノ上奈々のメモオフラジオ
| 放送回 | 配信日         | ディレクターからのお題など                                                                            | ゲスト                                                                 |
| ------ | -------------- | --- | ---------------------------------------------------------------------- |
| 第01回 | 2009年07月24日 | | 間島淳司（稲穂信）                                                     |
| 第02回 | 2009年07月29日 | | 間島淳司（稲穂信）                                                     |
| 第03回 | 2009年08月05日 | | Velforest.                                                             |
| 第04回 | 2009年08月12日 | | Velforest.                                                             |
| 第05回 | 2009年08月19日 | | 彩音                                                                   |
| 第06回 | 2009年08月26日 | | 相澤こたろー（ディレクター） 柴田太郎（プロデューサー）                |
| 第07回 | 2009年09月02日 | | 彩音                                                                   |
| 第08回 | 2009年09月09日 | 夏の終わりと言えば                                                                                    | 新名彩乃（遠峯りりす）                                                 |
| 第09回 | 2009年09月16日 | 部屋探しの優先順位                                                                                    | 新名彩乃（遠峯りりす）                                                 |
| 第10回 | 2009年09月23日 | この秋は                                                                                              | 相澤こたろー（ディレクター） 柴田太郎（プロデューサー）                |
| 第11回 | 2009年09月30日 | 10年と言えば                                                                                          | 松尾ゆきひろ、輿水隆之 （キャラクターデザイン） 山本麻里安（桧月彩花） |
| 第12回 | 2009年10月07日 | 朝ごはんと言えば                                                                                      | 友永朱音（嘉神川ノエル）                                               |
| 第13回 | 2009年10月14日 | 秋の夜長にやりたいこと                                                                                | 友永朱音（嘉神川ノエル）                                               |
| 第14回 | 2009年10月21日 | 地デジと言えば                                                                                        | 宮崎羽衣（春日結乃）                                                   |
| 第15回 | 2009年10月28日 | 好きなお菓子と言えば                                                                                  | 宮崎羽衣（春日結乃）                                                   |
| 第16回 | 2009年11月04日 | 最近やって恥ずかしかったこと                                                                          |                                                                        |
| 第17回 | 2009年11月11日 | ぞろ目と言えば                                                                                        |                                                                        |
| 第18回 | 2009年11月18日 | Live 5pbは                                                                                            | 那須めぐみ（今坂唯笑）                                                 |
| 第19回 | 2009年11月25日 | 風邪をひいたときは                                                                                    | 那須めぐみ（今坂唯笑）                                                 |
| 第20回 | 2009年12月02日 | 今年やり残していることで、 残り1ヶ月で出来ることは                                                    |                                                                        |
| 第21回 | 2009年12月09日 | 好きなクリスマスソングは                                                                              |                                                                        |
| 第22回 | 2009年12月16日 | 冬休みがあれば                                                                                        | 仲西環（飛世巴）                                                       |
| 第23回 | 2009年12月23日 | クリスマスは                                                                                          | 仲西環（飛世巴）                                                       |
| 第24回 | 2009年12月30日 | 今年の反省点といえば                                                                                  | 間島淳司（稲穂信）                                                     |
| 第25回 | 2010年01月06日 | 今年の目標は                                                                                          | 間島淳司（稲穂信）                                                     |
| 第26回 | 2010年01月13日 | 大人になったなあと思ったとき                                                                          | 日暮茶坊（シナリオライター）                                           |
| 第27回 | 2010年01月20日 | 好きなひとり遊びは                                                                                    |                                                                        |
| 第28回 | 2010年01月27日 | 好きなふたり遊びは                                                                                    |                                                                        |
| 第29回 | 2010年02月03日 | 私にとっての鬼といえば                                                                                | 小尾元政（伊波健）                                                     |
| 第30回 | 2010年02月10日 | バレンタインの思い出といえば                                                                          | 小尾元政（伊波健）                                                     |
| 第31回 | 2010年02月17日 | 旬の食べ物といえば                                                                                    |                                                                        |
| 第32回 | 2010年02月24日 | 好きな冬のおしゃれは                                                                                  | 日暮茶坊（シナリオライター）                                           |
| 第33回 | 2010年03月03日 | 好きなひな壇芸人は                                                                                    | 後藤邑子（嘉神川クロエ）                                               |
| 第34回 | 2010年03月10日 | 私が卒業したいことは                                                                                  | 後藤邑子（嘉神川クロエ）                                               |
| 第35回 | 2010年03月17日 | ホワイトデーと言えば                                                                                  |                                                                        |
| 第36回 | 2010年03月24日 | 春休みと言えば                                                                                        |                                                                        |
| 第37回 | 2010年03月31日 | 明日が4月1日なので大嘘をつきましょう                                                                  | 根本幸多（佐賀亨）                                                     |
| 第38回 | 2010年04月07日 | 新生活といえば                                                                                        | 根本幸多（佐賀亨）                                                     |
| 第39回 | 2010年04月14日 | お花見といえば （お花見スペシャル）                                                                   | 相澤こたろー（ディレクター） 柴田太郎（プロデューサー）                |
| 第40回 | 2010年04月21日 | 好きなパン（パンツ）といえば                                                                          | 野川さくら（日名あすか）                                               |
| 第41回 | 2010年04月28日 | ゴールデンウイークといえば                                                                            | 野川さくら（日名あすか）                                               |
| 第42回 | 2010年05月05日 | 5月5日といえば                                                                                        |                                                                        |
| 第43回 | 2010年05月12日 | 60歳の私は                                                                                            |                                                                        |
| 第44回 | 2010年05月19日 | 思い出の先生といえば                                                                                  | 池澤春菜（南つばめ）                                                   |
| 第45回 | 2010年05月26日 | 好きな本のジャンルといえば                                                                            | 池澤春菜（南つばめ）                                                   |
| 特別編 | 2010年06月02日 | パセラボTV×メモオフラジオ（前編） ビストロルサック出張版（動画配信）                                  | 酒井香奈子（リサ・ケイシー・フォスター） 柴田太郎（プロデューサー）    |
| 特別編 | 2010年06月09日 | パセラボTV×メモオフラジオ（後編） ビストロルサック出張版（動画配信）                                  | 酒井香奈子（リサ・ケイシー・フォスター） 柴田太郎（プロデューサー）    |
| 第46回 | 2010年06月16日 | ワールドカップといえば                                                                                | 酒井香奈子（リサ・ケイシー・フォスター）                               |
| 第47回 | 2010年06月23日 | 「ちち」といえば                                                                                      | 酒井香奈子（リサ・ケイシー・フォスター）                               |
| 第48回 | 2010年06月30日 | 理想のプロポーズの言葉は                                                                              | 志倉千代丸（音楽プロデューサー・5pb代表取締役）                        |
| 第49回 | 2010年07月07日 | 井ノ上奈々といえば（井ノ上奈々緊急バースデー企画 信と4丁目の実験クッキング！ 『ビストロルサック♪』 ） | 稲穂信(cv.間島淳司)                                                    |
| 第50回 | 2010年07月14日 | （ゆびきりの記憶で）私の好きなキャラは 動画配信 in パセラ秋葉原店 メモオフルーム                      | 酒井香奈子（リサ・ケイシー・フォスター） 柴田太郎（プロデューサー）    |
| 第51回 | 2010年07月21日 | 夏休みが取れたら                                                                                      | 鹿野優以（天川ちなつ）                                                 |
| 第52回 | 2010年07月28日 | 夏祭りと言えば                                                                                        | 鹿野優以（天川ちなつ）                                                 |
| 第53回 | 2010年08月04日 | 花火大会といえば                                                                                      | 野中藍（星月織姫）                                                     |
| 第54回 | 2010年08月11日 | コミケといえば                                                                                        | 野中藍（星月織姫）                                                     |
| 第55回 | 2010年08月18日 | 生といえば                                                                                            |                                                                        |
| 第56回 | 2010年08月25日 | 好きな指といえば                                                                                      | Zwei                                                                   |
| 第57回 | 2010年09月01日 | 若さを感じる時といえば                                                                                | 森久保祥太郎（河合春人） ＊メッセージのみの出演                        |
| 第58回 | 2010年09月08日 | 老けたなと思う時といえば                                                                              |                                                                        |
| 第59回 | 2010年09月15日 | 今年の秋は                                                                                            |                                                                        |
| 第60回 | 2010年09月22日 | 焼肉といえば                                                                                          |                                                                        |
| 第61回 | 2010年09月29日 | 九州の思い出といえば                                                                                  |                                                                        |
| 第62回 | 2010年10月06日 | 10月といえば                                                                                          | 鹿野優以（天川ちなつ） 酒井香奈子（リサ・ケイシー・フォスター）        |
| 第63回 | 2010年10月13日 | |                                                                        |
| 第64回 | 2010年10月20日 | |                                                                        |
| 第65回 | 2010年10月27日 | 大阪といえば                                                                                          | 森久保祥太郎（河合春人） 新名彩乃（遠峯りりす）                        |
| 第66回 | 2010年11月03日 | 秋といえば                                                                                            |                                                                        |
| 第67回 | 2010年11月10日 | 好きな語呂合わせは                                                                                    | 日暮茶坊、秋月ひろ（シナリオライター）                                 |
| 第68回 | 2010年11月17日 | 好きなボードゲームは                                                                                  |                                                                        |
| 第69回 | 2010年11月24日 | 使ってみたい魔法は 天体観測Diner アフィリア・スターズ公開録音（動画配信）                             |                                                                        |
| 第70回 | 2010年12月01日 | 12月といえば                                                                                          |                                                                        |
| 第71回 | 2010年12月08日 | 誕生日に欲しいものといえば                                                                            | 市川和弘（ゼネラルプロデューサー）                                     |
| 第72回 | 2010年12月15日 | |                                                                        |
| 第73回 | 2010年12月22日 | 思い出に残るクリスマスプレゼントは                                                                    |                                                                        |
| 第74回 | 2010年12月29日 | メモオフラジオといえば                                                                                |                                                                        |

### またまた井ノ上奈々のメモオフラジオ
| 放送回                   | 配信日         | ディレクターからのお題など           | ゲスト                                                          |
| ------------------------ | -------------- | ------------------------------------ | --------------------------------------------------------------- |
| 第1回（第75回）          | 2011年05月18日 | 限定といえば                         | 柴田太郎（プロデューサー）                                      |
| 第2回（第76回）          | 2011年05月25日 | ZweiのMeguとAyumuといえば            | Zwei                                                            |
| 第3回 （第77回／最終回） | 2011年06月01日 | 恩田さんといえば、奈々ちゃんといえば | 鹿野優以（天川ちなつ） 酒井香奈子（リサ・ケイシー・フォスター） |

## エピソード・言葉・番組CD

### エピソード
- 恩田が自己紹介するときは必ず「4丁目の恩田です」と言うが、これは彼が住んでいる場所が4丁目であることに由来する。第1回で井ノ上に質問された恩田は「前にやっていたラジオから変わっていない」と言ったため、井ノ上が「もし、番組放送中に引っ越しをしたら変わるんですか」と聞くと「そうですね。どっかで変わるかもしれません」と答えた。しかし井ノ上からは「でも、別にどうでも良いですよね」と言われた。
- 第1回は稲穂信役の間島淳司をゲストに迎えた[1]が、初回ということで、投稿メールやコーナーがなかった。そのため、番組後半では、かつて間島と恩田が共演していた「井戸端ネットラジオ 小さな幸せ」の再現を行い、2人によるフリートークの時間となった。この間、井ノ上は自身の誕生日祝いとしてスタッフから贈られたケーキを食べながら、2人のトークを聞いていた。
- 第6回は「Memories Off 6 Next Relation」発売直前ということで、製作陣をゲストに招いて配信された。このなかで井ノ上が「なぜ仙堂麻尋は再登場したのか」と質問したところ、相澤が「真面目な理由は、（井ノ上が）麻尋を愛してくれているから」と述べたが、柴田が「真面目じゃない理由は、新しくキャラクターを作るとお金と時間がかかる」と率直に答えた。また、麻尋が信と仲の良いキャラクター[2]であることも再登場の理由のひとつであると説明した。さらに、6NRはもともとクロエ中心のストーリーを作るところから製作が始まったこと、タイトルの「Next Relation」は「それから again」の時の候補名のひとつだったこと[3]、今までの続編ファンディスクではヒロインが3人だったため、ユーザーアンケートで「T-waveの続編はヒロインが5人出ないことを前提に回答されている」という結果を受けた製作陣が「絶対に5人出してやろうじゃないか」と考えていたことが明かされた。
- 第10回は「ふつおたスペシャル」と題して、前半はゲストを招かず、リスナーからのメールを紹介した。また、番組後半は「コミックマーケット76」に参加していた井ノ上、恩田、相澤、柴田が打ち上げをした時のトークが放送され、井ノ上と相澤がギャルゲーの設定や構想について熱く語りあう様子[4]を、横で聞いていた柴田が「（相澤は）すぐ仕事トークになる」「井ノ上奈々と相澤こたろーのメモオフラジオだね」と評した。
- 第27回ははじめて恩田が番組を欠席した。放送自体は井ノ上がひとりで行い、その間に恩田が過去に発言した言葉を抜粋し、相槌として流したりしていた。また、この回は、それまで宣伝のため番組後半に出演していたタカヤナーギもメッセージのみで出演せず、最初から最後まで井ノ上ひとりで放送した。欠席したタカヤナーギは後日、井ノ上宛てに謝罪文章を発表し番組サイトに掲載された。
- 「またまた〜」の第3回（第77回・最終回）は、放送時間およそ80分という長時間におよんだ。番組は「4丁目の部屋」と題して、ゲスト＋井ノ上と恩田の1対1トーク形式で番組を進行した。また、番組エンディングには恩田から3人が黒いバラをプレゼントとして受け取るも、それがTバッグで作られたものと分かり、井ノ上を除く3人が盛り上がるも、その様子を見た井ノ上は苦笑いしながら「私、メモオフラジオおります。（こういうノリに）ついていけない。（鹿野と酒井と恩田の）3人に番組を任せます」と述べて番組を締めた。

### 頻繁に登場する言葉など
「ピチピチ」
第1回が誕生日直後だった井ノ上が、自らの自己紹介で「（中身は）二十歳くらいから変わっていない。ピチピチ」と言ったことから、リスナーから「ピチピチの○○歳です」などといったように、「ピチピチ」を使うメールが送られてきた。あまりにもこの言葉を使うリスナーが多いため、井ノ上が「みんな、そういうところを拾いすぎだよ」と言った。
白いビキニ
第1回のフリートークで「海と言えば…」という話題になった時、井ノ上が以前、番組で白いビキニを着たことがあると答え間島、恩田が盛り上がったことから、その後もたびたび登場する言葉になった。 番組開始時期や6NRの季節が夏であったため、後の配信回でも水着が話題になることは多く、Velforest.のIZNAや相澤もこの話題が出た時は「白いビキニ」と答えるなど、ゲストもこの言葉をネタのひとつとして使うときがある。またビキニだけではなく、ティーバックなど水着・下着ネタに派生することもある。
百合な感じ
第3回の「相談？〜」でVelforest.のIZNAが「百合な感じ（の告白をされたことがある）」と話し、井ノ上、恩田が興味をもったため、その後、リスナーから送られてきたメールでも話題になった。また、百合ではないが、井ノ上とゲストがガールズトークで盛り上がったことがあると話すと、恩田がその時の出来事を深く聞き出そうとするなど、女性同士の付き合いが話題になることがある。
「想像してごらん」
恩田がリスナーに対して妄想を問いかける言葉。もともとは第1回で、井ノ上の水着姿を想像してごらん、という時に使われた言葉だが、その後、ゲストの発言に対しても、リスナーの妄想（恩田いわくリアル妄想）をかきたてるために使われる。しかし、そのほとんどは下ネタや、それに近いニュアンスの妄想をしてごらん、という意味で使われるので、井ノ上のツッコミが入る。ちなみに、井ノ上が冷たくツッコムと恩田は「ありがとう」と返す。
挨拶
番組で普通のメールが読まれた時、リスナーが「こんにちは」などと書いていても、恩田は必ずといっていいほど「こんばんは」と返す。これは収録が夜に行われていることがほとんどであり、昼に収録されるのが稀だからである。なお、リスナーが考えた独特の挨拶などの時は、そのまま同じように返事をする時もある。
恩田の下ネタ
番組開始当初、井ノ上が下ネタにある程度の耐性があることが分かったため、事あるごとに恩田はトーク中に下ネタを織り交ぜてトークをする。井ノ上もある程度は笑って流すことがほとんどだが、稀に本気で注意するときがあり、恩田もその時は素直に「ごめんなさい」と謝る。また、逆に恩田が井ノ上に対して卑猥に聞こえる（受け取れる）言葉を言わせて喜ぶ（ただし度が過ぎると番組スタッフによる編集が入る）時もある。さらに、トーク中に恩田が下ネタなどをしつこく言い続けると、井ノ上がそれを妨害するように「うるさいなあ」と被せるように言うことが増え、第36回配信では「最近、うるさいなあという言葉が口癖になっている」と話した。

### 井ノ上奈々のメモオフラジオ in 鎌倉 メイキングムービー的な感じのSP!
シリーズ10周年を記念して発売された「メモリーズオフ クロニクル」（後述）には特典DVD「井ノ上奈々のメモオフラジオ in 鎌倉」が収録されている。HiBiKi Radio Stationではラジオとタイアップしたこの特典DVDの裏側を収録し「井ノ上奈々のメモオフラジオ in 鎌倉 メイキングムービー的な感じのSP!」として、2010年3月27日から動画配信している。この配信はメモオフラジオとしては初の動画配信である。DVD収録風景の裏側を、恩田をはじめとするラジオスタッフが同行して撮影している。

### 番組CD
井ノ上奈々のメモオフラジオCD
内容は「井ノ上奈々の彼氏目線カラオケムービー」とミニドラマ「仙堂麻尋のCUM研新作映画オーディション！？」。また、特典として「井ノ上奈々 ルサック制服コスプレ写真」が同封されている。
井ノ上奈々のメモオフラジオCD vol.2
内容は「1年半くらいやりました！涙の打ち上げ SP！！」と「足つぼ！遊園地！闇鍋！？皆さんの望みを叶えましたムービー！」が2つのディスクで同梱。初回製造数量限定として「井ノ上奈々 メモオフラジオ特製名刺」と「井ノ上奈々 根性と恥じらいの一人プリクラ」が同封されている。なお、プリクラについてはランダム封入である。

## Memories Off the 10th anniversary
1999年9月30日に1stが発売されたメモリーズオフは、2009年9月30日にシリーズ10周年を迎えた。 
当日は「メモオフ10周年記念スペシャル」と題した第11回が配信された。ゲストは前半に『想い出にかわる君 〜Memories Off〜』以降、キャラクターデザインを担当している松尾ゆきひろ、輿水隆之、後半は1stヒロインである桧月彩花役の山本麻里安を迎えた。
番組では10周年によせたメッセージをリスナーから募集して、それを紹介した。また、製作陣からはコメント、ゲーム製作時の裏話が明かされた。放送時間は通常よりも長く、ほぼ1時間にわたって放送された。
第9回配信でDreamPartyに「メモリーズオフブース」を出展することが、柴田プロデューサーから発表された。ブースではKID時代のグッズなども展示された。当時、出店準備中だった恩田や柴田は、関係者が持ってきたグッズを見て「よくこんなものが残っていたなと感じた。」とメモオフラジオで語っている。